# Departamento de Rosso
Rosso es un departamento de la región de Trarza, en Mauritania. En marzo de 2013 presentaba una población censada de 57 726 habitantes. Está formado por las siguientes comunas, que se muestran asimismo con población de marzo de 2013:
- Jedr El Moubghuen 6,700
- Rosso 51,026[1]